# Hossein Alizadeh (wielrenner)
Hossein Alizadeh (Tabriz, 24 januari 1988) is een Iraans wielrenner. Alizadeh won in 2012 het Iraans kampioenschap wegwielrennen.

## Belangrijkste overwinningen
2010
- 1e etappe Ronde van Oost-Java
- eindklassement Ronde van Oost-Java

2011
- 3e etappe Ronde van Azerbeidzjan

2012
- Iraans kampioenschap, op de weg, Elite
- 3e etappe Ronde van het Qinghaimeer
- Eindklassement Ronde van het Qinghaimeer

- Système universitaire de documentation: 074172468
- Virtual International Authority File: 214921314